# Guatteria modesta
Guatteria modesta este o specie de plante angiosperme din genul Guatteria, familia Annonaceae, descrisă de Friedrich Ludwig Diels. A fost clasificată de IUCN ca specie vulnerabilă. Conform Catalogue of Life specia Guatteria modesta nu are subspecii cunoscute.